# Shiho Niiyama
Shiho Niiyama (新山 志保?, Niiyama Shiho; Nara, 21 marzo 1970 – Tokyo, 7 febbraio 2000) è stata una doppiatrice giapponese affiliata con la Aoni Production.
Niiyama era principalmente nota per aver doppiato il personaggio di Sailor Star Fighter (alter ego di Kō Seiya), nella serie televisiva anime Sailor Stars e l'elfo Deedlit nella serie Record of Lodoss War. Inoltre ha lavorato fra gli altri, negli anime Marmalade Boy, Battle Skipper, Clamp Detectives e Soreyuke! Uchū Senkan Yamamoto Yōko e nei videogiochi Lunar: Eternal Blue (per Sega Saturn), Eternal Melody, Wrestle Angels e Bloody Roar 2. 
Faceva anche parte del gruppo musicale Virgo, formato dalle doppiatrici dell'anime e videogioco Ojōsama Sōsamō. Del gruppo facevano parte anche Yuko Nagashima, Sakura Tange, Rumi Kasahara e Natsumi Yanase. 
Nel 1998 le è stata diagnosticata la leucemia, questa sciagura compromise definitivamente la sua carriera nipponica. Dopo 2 anni a lottare, Shiho morì all'età di ventinove anni, fu un duro colpo per tutti coloro che la conoscevano. Dopo la sua morte, i suoi ruoli lasciati a metà sono stati presi da TARAKO, Satsuki Yukino, Makiko Ōmoto, Junko Noda e Minako Arakawa. Il suo ultimo doppiaggio è stato Deedlit in Record of Lodoss War: La saga dei cavalieri.
Ancora oggi viene ricordata come una delle più grandi doppiatrici dell'intrattenimento nipponico e le vengono dedicate canzoni e video, essendo ricordata con affetto da tutti i suoi ammiratori.